# ذا ليجند أوف زيلدا: ذا مينيش كاب
ذا ليجند أوف زيلدا: ذا مينيش كاب (باليابانية: ゼルダの伝説 ふしぎのぼうし، زيرودا نو دينسيتسو فوغيشي نو بوشي، أو أسطورة زيلدا: الطاقية الغامضة) هي لعبة أكشن-مغامرات وهي اللعبة الثانية عشر في سلسلة أسطورة زيلدا. وتم تطويرها عن طريق كابكوم، وأشرفت نينتندو على عملية التطوير، وأطلقت على جهاز جيم بوي أدفانس في اليابان وأوروبا في عام 2004 وأمريكا الشمالية وأستراليا في العام التالي.
هذه اللعبة هي الثالثة في عالم زيلدا والتي تتكلم عن أسطورة السيوف الأربعة، وتتوسع في قصة السيوف الأربعة (عندما دمجت مع وصلة إلى الماضي) ومغامرات السيوف الأربعة. تدور اللعبة حول طاقية سحرية تدعى إلزو بإمكانها الحديث وبإمكانها تقليص حجم البطل لينك لحجم المينيش، وهم عرق من الناس بحجم الحشرات يعيشون في هيرول. تحتفظ اللعبة بعض العناصر المشتركة من ألعاب زيلدا السابقة، مثل وجود عرق الغورون، في حين تم تقديم الكينستون وغيرها من الميزات الجديدة في اللعبة.
لقيت اللعبة استقبالا جيدا بين النقاد. ووضعت ضمن أفضل عشرين لعبة جيم بوي أدفانس في موقع آي جي إن،  واختير بوصفها لعبة جيم بوي أدفانس لعام 2005 من قبل جيم سبوت.